# 因州山稔
因州山 稔（いんしゅうざん みのる、1916年3月1日 - 1980年5月3日）は、鳥取県気高郡宝木村（現役当時、現在の鳥取県鳥取市気高町）出身で春日野部屋に所属した大相撲力士。本名は梅原 實（うめはら みのる）→渡辺 實（わたなべ -）。現役時代の体格は174cm、101kg。得意手は右四つ、寄り。

## 来歴・人物
17歳の時に、元横綱・栃木山が率いる春日野部屋へ入門し、1934年1月場所で初土俵を踏んだ。当初の四股名は、「久寶山」。
固く体が締まったアンコ型で、右差しで頭を付けての寄りを得意とした。ただし、右を差さないと力を出せない右一辺倒の力士であり、そのため“右の石松”の異名があった。
昇り坂の時期の1938年1月場所から、兵役により、3年間のブランクがある。1941年1月場所から本場所に帰還したが、十両昇進まで8年半、入幕まで13年を費やした。そのため、入幕を果たした時には、30歳になっていた。
幕内在位は僅か3場所に終わり、1947年11月場所後、31歳で角界を去った。
その後は東京都内で砂利運搬の仕事に従事していたが、1980年5月に、64歳で亡くなった。

## 主な戦績
- 通算成績：107勝93敗3休 勝率.535
- 幕内成績：13勝21敗 勝率.382
- 現役在位：27場所
- 幕内在位：3場所

### 場所別成績
| 1934年 （昭和9年） | （前相撲）         | 西序ノ口5枚目 4–2 | x                       |
| 1935年 （昭和10年） | 西序二段11枚目 3–3 | 東序二段5枚目 4–2 | x                       |
| 1936年 （昭和11年） | 東三段目18枚目 4–2 | 西三段目5枚目 4–2 | x                       |
| 1937年 （昭和12年） | 西幕下22枚目 3–8   | 西三段目8枚目 5–2 | x                       |
| 1938年 （昭和13年） | x                  | x                 | x                       |
| 1939年 （昭和14年） | x                  | x                 | x                       |
| 1940年 （昭和15年） | x                  | x                 | x                       |
| 1941年 （昭和16年） | 西幕下 4–4         | 西幕下21枚目 7–1  | x                       |
| 1942年 （昭和17年） | 東幕下5枚目 6–2    | 東十両11枚目 9–6  | x                       |
| 1943年 （昭和18年） | 東十両7枚目 8–7    | 東十両5枚目 7–8   | x                       |
| 1944年 （昭和19年） | 東十両8枚目 6–6–3  | 西十両9枚目 5–5   | 東十両7枚目 4–6         |
| 1945年 （昭和20年） | x                  | 東十両10枚目 4–3  | 西十両5枚目 7–3         |
| 1946年 （昭和21年） | x                  | x                 | 東前頭17枚目 7–6        |
| 1947年 （昭和22年） | x                  | 西前頭14枚目 4–6  | 西前頭14枚目 引退 2–9–0 |
| 各欄の数字は、「勝ち-負け-休場」を示す。 優勝 引退 休場 十両 幕下 三賞：敢=敢闘賞、殊=殊勲賞、技=技能賞 その他：★=金星 番付階級：幕内 - 十両 - 幕下 - 三段目 - 序二段 - 序ノ口 幕内序列：横綱 - 大関 - 関脇 - 小結 - 前頭（「#数字」は各位内の序列） |                    |                   |                         |

### 幕内対戦成績
| 力士名 | 勝数 | 負数 | 力士名           | 勝数 | 負数 | 力士名 | 勝数 | 負数 | 力士名 | 勝数 | 負数 |
| ------ | ---- | ---- | ---------------- | ---- | ---- | ------ | ---- | ---- | ------ | ---- | ---- |
| 愛知山 | 1    | 0    | 明瀬川           | 1    | 0    | 大岩山 | 2    | 1    | 大ノ海 | 0    | 2    |
| 鏡里   | 0    | 1    | 鬼竜川           | 0    | 1    | 九ヶ錦 | 2    | 0    | 九州錦 | 1    | 1    |
| 高津山 | 0    | 1    | 清水川           | 0    | 1    | 鶴ヶ嶺 | 1    | 0    | 十勝岩 | 0    | 2    |
| 常陸海 | 0    | 1    | 二瀬川(二タ瀬川) | 2    | 0    | 三根山 | 0    | 1    | 緑國   | 1    | 1    |
| 緑嶋   | 0    | 1    | 吉葉山           | 0    | 1    | 力道山 | 0    | 2    | 若潮   | 1    | 1    |
| 若葉山 | 0    | 2    |                  |      |      |        |      |      |        |      |      |

※1938年−1940年の1月場所と5月場所の計６場所は、応召のために出場していない。復帰した1941年1月場所の番付は帰還別格扱いとなり西幕下の番付外として出場した。

## 四股名の変遷
- 久寶山（くぼうやま）1934年5月場所 - 1935年1月場所
- 久保山（くぼうやま）1935年5月場所
- 久宝山（くぼうやま）1936年1月場所 - 1937年1月場所
- 久保山（くぼうやま）1937年5月場所
- 因州山 稔（いんしゅうざん みのる）1938年1月場所 - 1947年11月場所